# Wicanderska Välgörenhetsskölden
Wicanderska Välgörenhetsskölden war ein zwischen 1905 und 1916 ausgetragener Fußballwettbewerb in Schweden.

## Geschichte
1905 stiftete der Konsul Hjalmar Wicander dem Svenska Bollspelsförbundet einen Schild als Pokal. Der Verband beschloss, mit dem Schild die beste Mannschaft Stockholms auszuzeichnen. Im ersten Jahr nahmen vier Mannschaften teil, später spielte nur noch der Distriktmeister gegen den Vorjahressieger. Die Einnahmen des Wettbewerbs gingen analog zum Charity Shield in England an karitative Zwecke. 1916 wurde der Wettbewerb, der mittlerweile unter der Leitung des Svenska Fotbollförbundet stand, eingestellt. Eine für 1920 geplante Wiederbelebung kam nicht zustande.
IFK Stockholm, Djurgårdens IF und AIK konnten bei insgesamt zwölf ausgetragenen Wettbewerben jeweils viermal den Titel gewinnen.

## Titelträger
- 1905 – IFK Stockholm
- 1906 – IFK Stockholm
- 1907 – Djurgårdens IF
- 1908 – AIK Solna
- 1909 – AIK Solna
- 1910 – Djurgårdens IF
- 1911 – IFK Stockholm
- 1912 – IFK Stockholm
- 1913 – Djurgårdens IF
- 1914 – AIK Solna
- 1915 – Djurgårdens IF
- 1916 – AIK Solna